# PeerGuardian
O PeerGuardian é um programa criado pela PhoenixLabs, com o propósito principal de proteger compartilhamento de arquivos, por meio de redes P2P. Sua proteção constitui-se em analisar todo tráfego de saída e entrada do computador, e bloqueia automaticamente caso algum Endereço IP esteja em sua base de dados (que são listas negras customizáveis). Ele também pode utilizar outras listas de outros sites, possui opções de customização, e pode bloquear alguns tipos de anúncios, sites maliciosos e sites com conteúdo pornográfico inadequado. O programa é altamente recomendado para pessoas que utilizam programas P2P.
Seu desenvolvimento foi descontinuado pelos autores originais, mas foi retomado por um novo time com o nome de PeerBlock.
Possui duas versões:
- PeerGuardian: versão normal com todas opções de customização.
- PeerGuardian Lite: versão feita para ocupar menos memória no computador. Possui menos opções de customização.